# 叶世克总督纪念碑
36°03′41.7″N 120°19′07″E / 36.061583°N 120.31861°E
叶世克总督纪念碑（德語：Gouverneur Jaeschke Denkmal）是位于中华人民共和国山东省青岛市市南区太平路青岛路路口的一栋纪念建筑，建成于德租时期的1903年。该碑历经变迁，最终于1967年完全消失。

## 历史

### 叶世克其人

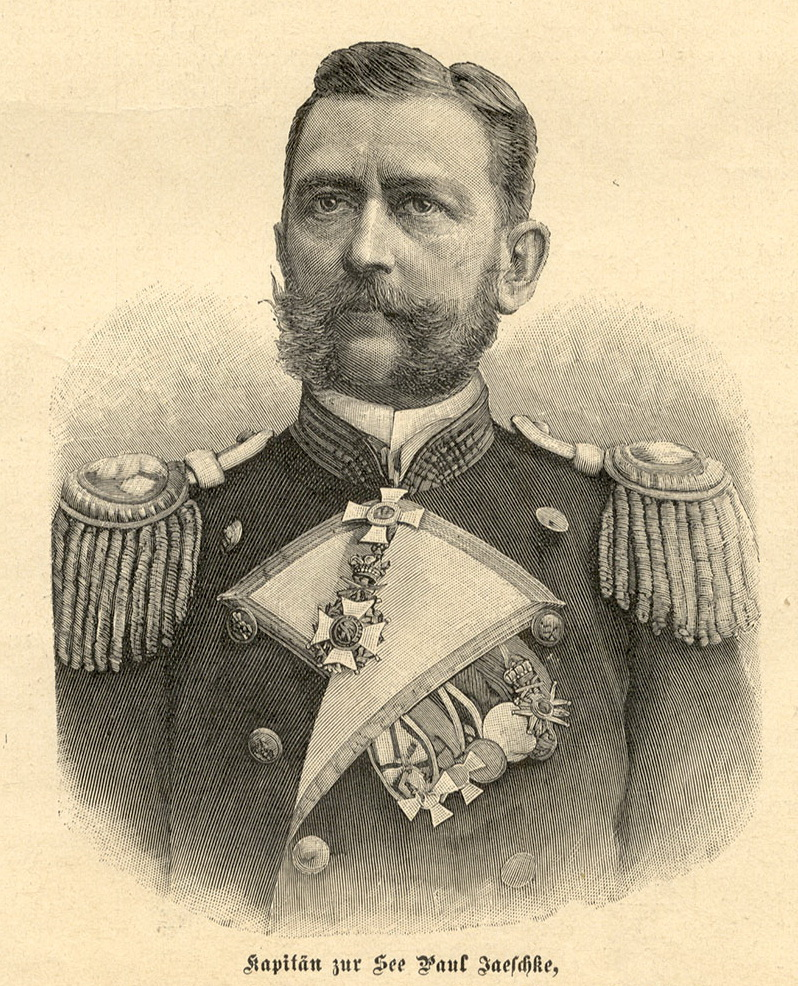
叶世克画像

叶世克为第二任胶澳总督，1851年8月4日生于布雷斯劳的一个中产阶级家庭，1868年加入普鲁士海军，随后一路升迁，于1894年被授予上校军衔。1895年4月，叶世克被任命为皇帝号铁甲舰的舰长，并率领该舰加入东亚分舰队，且曾于次年访问胶州湾。1896年任海军总司令部外事局长官。
1898年10月10日，海军部国务秘书阿尔弗雷德·冯·提尔皮茨任命叶世克代替罗绅达为胶澳总督。1899年2月，叶世克到达青岛。叶世克任内曾有多项举措，如在总督府议会中增加三个平民席位、刊登政府公报等，青岛的城市建设也在其任内蓬勃发展，而叶世克最受德国政府赏识的举措是其对山东境内平民骚乱的强硬举措。1899年至1900年的义和团运动期间，为保护德国在山东的传教士和教堂，同时解决山东铁路公司修筑胶济铁路时与居民发生的冲突，叶世克先后多次派兵进入胶州、即墨、高密、日照等中国城镇，镇压义和团。他的措施有效遏制了义和团在青岛及附近地区的蔓延，因此获得了德皇和海军方面的褒奖。
1901年1月27日，叶世克突然因感染斑疹伤寒，殁于督署医院。德国军方对其高度评价，称他是最严峻时刻的一位坚强有力而且远见卓识的领袖人物。为纪念叶世克，德国海军部和青岛的德国侨民决定建造一座纪念碑。

### 建设之初

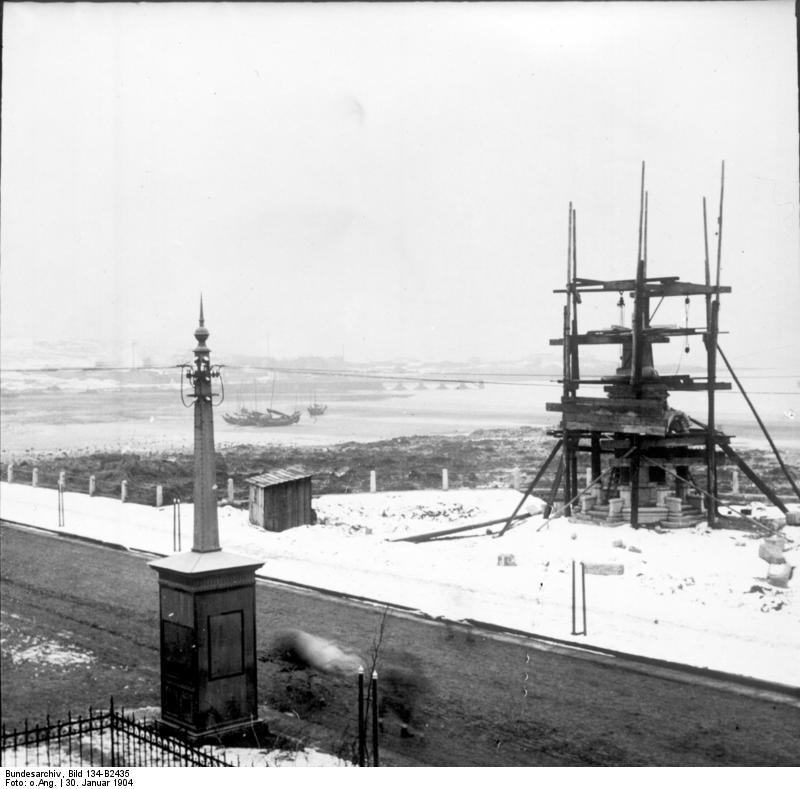
建设中的叶世克总督纪念碑

青岛的德国侨民组织成立了一个临时委员会，专门负责为叶世克建造纪念碑的预算和施工等工作。纪念碑的位置最终被选在了威廉皇帝海岸（Kaiser-Wilhelm-Ufer，今太平路）南侧的防波堤上，由总督府建筑师彼得·贝尔纳茨（Peter Bernatz）设计，并于1903年3月《胶澳租借条约》签订六周年时竣工落成。纪念碑建设在威廉皇帝海岸与威廉街（Wilhelmstrasse，今青岛路）路口南侧，前海大堤的一个半圆形凸出部分上，沿威廉街与胶澳总督府相望，是一处经典的街道对景。纪念碑是一座全花岗岩的六角形石塔，通高约为16米。塔身中下部的石制回廊形成了一个碑亭，塔身镶嵌有12块精心打制的铜牌，详细记叙了德国占领胶州湾的全过程和《胶澳租借条约》内容。叶世克总督的画像、生平和业绩，也被记录在其中。

### 历经变迁

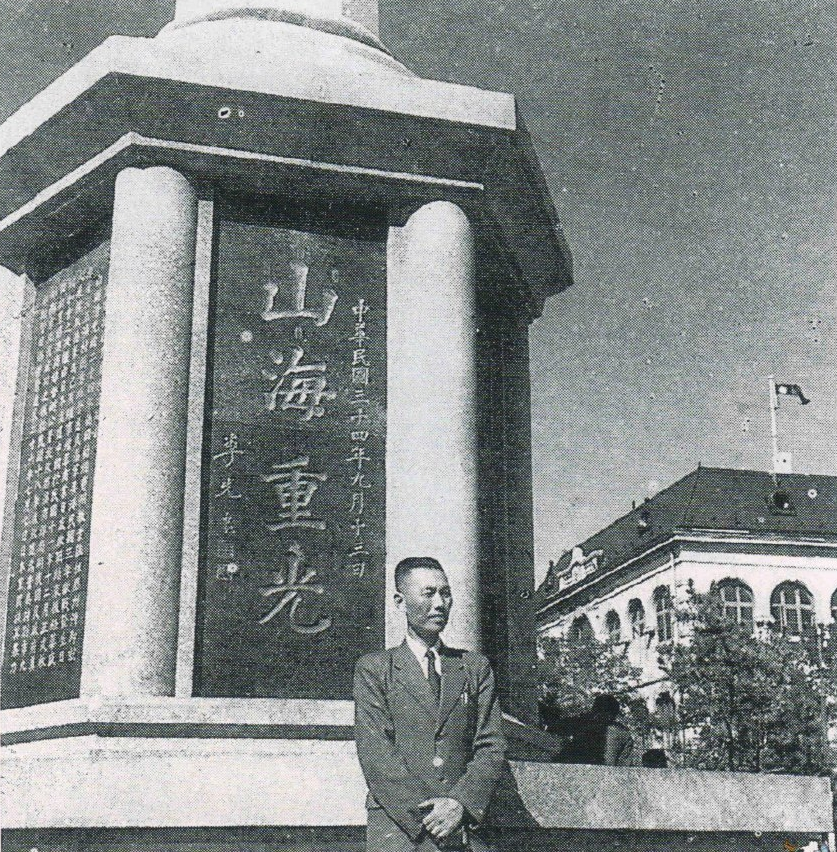
李先良站在“山海重光”碑前

1914年11月，日本占领青岛。叶世克纪念碑被改造为“大日本帝国占领青岛纪念碑”，12块铜牌被占领军拆下后运回日本国内展览，据说后来被收藏于东京国立博物馆。
1923年12月，为纪念北洋政府接收青岛一周年，胶澳商埠督办公署将纪念塔改建为“青岛接收纪念亭”，1924年竣工。纪念碑碑铭被重新撰写为4字为韵、共112韵的《胶澳接收纪念碑铭》，详述了接收的前后事宜，作者为曾任青岛接收行政与公产两委员会主任委员、青岛行政接收副主任兼代委员长的王大桢。
1938年1月，日本再次侵占青岛后，将原碑拆毁并改建为“建设东亚新秩序纪念塔”，1939年12月11日奠基，至1940年1月10日落成。1945年8月日本投降后，青岛市政府在次年9月为纪念抗战胜利一周年，将此塔改为“青岛光复纪念塔”，塔身镶嵌有青岛市市长李先良手书的“山海重光”四字石碑，及记录抗战功绩的多个石碑。如今仅剩“重光”二字残碑放置在青岛市博物馆后门左侧的草地上。
1950年代，该碑改称“中苏友好纪念碑”。文革时期的1967年夏季，该碑被山东海洋学院与青岛二中的红卫兵捣毁。青岛市革委会曾于1967年计划在该碑原址树立毛泽东塑像。另据艺术家徐立忠称，革委会曾计划在革委会办公楼前的广场上竖立毛泽东塑像，为方便将石料自海路沿青岛路运至塑像雕刻现场，将原纪念碑拆除。后因毛泽东本人要求停止设立其塑像，原计划未能实施。纪念碑原址后改设一毛语录牌，语录牌于八十年代被拆除。1990年代以后，青岛市“两会”等场合上曾经多次有提议在该处重建光复纪念碑或另建一纪念性建筑，均因各种原因未得实施。纪念碑基址现为一处长有树木的草地。

## 图集
- 德租时期的纪念碑
- 纪念碑附近街景，1910年代初
- 第一次日据时期的纪念碑
- 三十年代的纪念碑
- 青岛光复纪念碑，约1946年
- 五十年代的纪念碑
- 纪念碑原址今貌
- “山海重光”碑现状